# Vahe Kolovai
Vahe Kolovai (Distrito de Kolovai en tongano) es un distrito de la división administrativa de Tongatapu, en Tonga. Su capital es Kolovai. Limita al Norte, al Sur y al Oeste con el Océano Pacífico y al Oeste con Nukunuku. 
Su población en 2021 era de 4.299 habitantes. 
Āhau es una localidad del distrito de Kolovai.